# 音樂即興
音樂即興，或即興演奏，是在演奏音樂同時亦即時參與創作。演奏者可以依據或沒有依據樂譜，在演奏的同時加入自己的創意，或透過聆聽其它演奏者即時作出回應。自有音樂以來，在歐洲或世界各地，許多音樂風格都帶有即興的成份。即興演奏和視譜演奏是兩種不同的技能，兩者都需要通過長期練習才能夠熟練。在有些音樂風格中，如十九至二十世紀的古典音樂，以視譜演奏的技能為主，而在其它一些音樂風格，如爵士樂，即興演奏則是很重要的元素。

## 歷史和分類

### 古典音樂的即興
在中世紀或以前，作曲家和演奏家並沒有明顯的分工，不少作曲者同時亦是演奏者。而西方的樂譜在中世紀剛發展時比較簡略，令演奏者有不少自由，如最早期的额我略圣歌只標明音高，而節奏由演奏者根據經驗決定。在音樂的學習過程中，樂師要學會在固定旋律（cantus firmus）上加上即興演奏的對位旋律，因此有不少音樂是沒有在樂譜上記錄下來的。
在文藝復興時期，意大利開始有文獻記載一些即興演奏的技法。演奏者除了要懂得即興對位以外，有時甚至會不依據任何預設的結構去即興演奏。
到了巴洛克時期，作曲家開始注明裝飾音，甚至把裝飾音的音符寫在樂譜上。但如何在旋律上加上裝飾音，仍然有不少的自由。而在演奏鍵盤樂器或其它伴奏樂器時，演奏者通常會根據數字低音加上自己即時創作的樂句。在演奏重覆的段落時，旋律樂器亦常常自行加上各種變化。不少演奏家，如擅長管風琴的约翰·塞巴斯蒂安·巴赫，亦以能夠即興演奏賦格曲而聞名。
古典主義音樂時期，不少協奏曲皆有華彩段落，這些段落通常作曲家會留白，容許獨奏者自行發揮，例如莫扎特自己會即興演奏鋼琴協奏曲的華彩段落。莫扎特和貝多芬都曾經和其它演奏家比賽即興演奏的能力。但與此同時，作曲家在樂譜上的標記越來越仔細，開始加上音量、感情等等的標記。
在浪漫主義音樂時期，仍然有不少作曲家本身亦是即興演奏的能手，如李斯特在沙龍演出時，往往加上新的創意。但在整個十九世紀的發展，音樂製作過程中作曲家和演奏家分工，加上樂譜出版蓬勃，樂譜的記錄越來越仔細，有時作曲家會對每一個音的音量、音色等等作出精細的標記，讓演奏者即興的自由大大減少。從這時期開始，古典音樂演奏者皆重視視奏樂譜的訓練，而減少了即興演奏的鍛鍊。但在歌劇的領域裏，不少演唱者依然喜歡加上自己的華彩段落。
在十九世紀後期藝術音樂蓬勃的同時，不少民間音樂，如東歐和西班牙的吉卜賽音樂，以至來自世界各地，如西非或印尼爪哇的甘美蘭音樂，仍然保留著即興演奏的傳統，當歐洲人開始接觸世界各地的時候，也開始受到這些音樂文化影響，引致後來爵士樂和流行音樂發展。
二十世紀初期，出現了荀伯格等作曲家，以十二音列等數學原理去組織音樂。即興演奏不被鼓勵。當時的社會學家及音樂學家狄奧多·阿多諾認為流行音樂和藝術音樂完全是對立的，即興是言之無物的。但到了二十世紀後半，開始出現了相反的風潮，出現一些容許演奏者自由演奏的風格，最著名的有美國的約翰·凱吉，利用圖像記譜讓演奏者有自由發揮的空間，以及透過機遇音樂或實驗音樂，讓演奏者有多種選擇，甚至把環境的聲音、聽眾的聲響皆可以當作是音樂的一部份。 到了二十一世紀，不少藝術音樂都在積極開拓即興演奏的各種可能。

### 爵士樂和流行樂的即興
二十世紀初期，在美國，歐洲音樂和黑人的音樂風格開始結合，形成了爵士樂和藍調。藍調演唱者會把生活的感想，即時配上歌詞和旋律。而爵士樂常常借用當時流行的藍調、民謠、音樂劇、流行曲的旋律，以該旋律作為主題開始，但隨後是每位樂師表演其即興獨奏技巧的段落，也常常出現兩三位樂師互相對答，最後回到主旋律作結束。這些即興演奏並非完全任意，樂手通常會根據樂曲的和聲結構，決定即興的旋律和節奏。爵士樂的演奏者需要長期的學習，熟悉爵士樂的和聲和音階，才可以即興演奏出變化多端的音樂。漸漸地，即興演奏變成爵士樂的最重要部份，演奏者的即興演奏，樂手之間的即時對答，比起主旋律就重要，成為聽眾欣賞的主要原因。爵士樂的歌手亦常常以拟聲吟唱(scat singing)聞名，以人聲模擬樂器，即興地唱出高難度音域廣闊的旋律。在發展過程中，爵士樂亦開始吸收現代音樂以至其它世界各地的民間音樂，而形成莫達爾爵士樂、自由爵士等等風格，打破了以和弦結構為主的即興模式。
而錄音技術的發明，導致唱片業的蓬勃，改變了傳播和欣賞音樂的模式。樂譜出版不再是樂曲傳播的最主要途徑。
任何人不一定需要懂得如何記錄樂譜，也可以演奏和錄音，故此完全改變了以十九世紀以作曲家為主導的模式。流行音樂開始蓬勃發展。而大多數流行曲不再是由一位作曲家（composer）去創作，很多時作歌者（song-writer）只是負責旋律，另有人負責編曲（arranger），亦可能是透過樂隊成員一起夾歌（jam）創作出來。

### 默片電影的音樂即興
在電影發展的早期，因為未曾發明聲畫同步播放的技術，故此不少默片會以現場音樂伴奏。部份大型製作會有樂隊演奏，但小型的製作即常常以鋼琴家即興演奏，根據畫面的喜怒哀樂去即興演奏相應的音樂。

### 電子音樂的即興
隨著二十世紀電子音樂發展，各種電子合成器、音源器、擴音設備等的發明擴闊了即興演奏的可能。一些電子音樂家研究出各種電子器材和演奏者互動溝通的方法，電腦或電子器材可以回應演奏者的聲音、以至動作，將其聲音延遲、改變、扭曲之後再播放出來。現在各種流動裝置，如手提電話、平板電腦、Wii、電子遊戲機，以至各種電波、激光感應器都可以作為演奏音樂的工具。編程者亦可以透過人工智能，令電腦懂得創作音樂。因此出現不少具有即興元素的電子音樂。

### 中國音樂的即興
中國傳統音樂並沒有明顯的作曲和演奏的分工，中國音樂最早在商朝已有各種樂器文物出土，但並沒有樂譜流傳，大多數樂曲都是透過口傳心授由師傅傳給徒弟。最早有樂譜記載是南北朝時期，梁朝丘明所記錄的古琴曲〈碣石調·幽蘭〉文字譜。古琴的樂譜只會記載指法，並沒有記載音高和節奏，讓演奏者有不少即興創作的空間，因此同一首樂曲不同流派的樂師可以有非常不同的演繹。在演奏時加上自己的詮譯，稱為打譜。有時一些樂曲經過不斷改編而形成新的樂曲，如〈梅花三弄〉有老梅花和新梅花的版本。
中國的傳統器樂合奏皆有即興的成份，即使在清末民初開始發展的樂器組合，如江南絲竹、廣東音樂等等，每一位演奏者均可以加上或減去一些音，以至各種裝飾音，這些技巧被稱為減字、加花。傳統音樂的記譜有工尺譜、俗字譜、二四譜等等，都容許演奏者在節奏和演繹上有一定自由。在各種地方戲曲，如京劇、粵劇，尤其在板腔的段落，演唱者可以依字行腔，根據傳統的板式，加上演唱者本身的創意，依據文字本身的音調將其變成音樂，因此每位演唱者唱出來的旋律各有不同。而在一些敲擊的音樂，如京劇或粵劇的鑼鼓，鑼鼓經僅為方便記憶的樂譜，樂師透過長年累月的學習，背誦每種鑼鼓樂句，現場即時加以即興演繹。各地的中國民歌亦保留了口傳心授的傳統，直至近代才越來越多音樂家把這些音樂紀錄下來。現代大型中樂團通常採取簡譜或五線譜，嘗試學習西方古典音樂的模式，即興演奏的自由大大減少，失去了中國傳統音樂的一大特色。

### 世界音樂的即興
在世界各地的民間音樂，作曲和演奏的分工亦不如西方古典音樂般明顯。西非的鼓樂中，經常是由某位樂手領奏，而其它樂手回答的一問一答的形式去即興演奏。印度北部的音樂裏，樂師會根據一些旋律模式去即興演奏。

## 即興的技巧
即興演奏是依照大部分的音樂類型是根據既定的和弦或調式及節奏，由樂手憑經驗和即時反應去選擇如何演奏旋律。中國音樂的即興是在既定的旋律上加上自己的改動和創意。現代藝術音樂的即興可以是完全任意發揮，發掘人體、樂器或任何物件的各種音色可能。音樂的即興也可以和舞蹈、戲劇等等表演藝術即時呼應。